# II Liceum Ogólnokształcące im. Krzysztofa Kamila Baczyńskiego w Koninie
II Liceum im. Krzysztofa Kamila Baczyńskiego – publiczne liceum ogólnokształcące znajdujące się w Koninie. Jego patronem jest polski poeta Krzysztof Baczyński.

## Historia
Początki II Liceum sięgają roku 1965, w którym powstało Liceum Ogólnokształcące w Morzysławiu i utworzono dwie klasy złożone łącznie z 88 uczniów. Rok później przeniesiono część uczniów z Liceum Ogólnokształcącego w Starym Koninie, w związku z czym liczba uczniów wzrosła do 219. W roku 1969 nazwa szkoły została zmieniona na II Liceum Ogólnokształcące. W roku szkolnym 1975/1976 szkoła została przekształcona w Zespół Szkół Ogólnokształcących oraz utworzono Studium Wychowania Przedszkolnego. Rok 1982 wiązał się z następną zmianą nazwy szkoły, tym razem na Zespół Szkół Ogólnokształcących i Pedagogicznych, było to związane z powstanie 2-letniego policealnego Studium Nauczycielskiego. W roku 1988 szkoła przenosi się z Morzysławia na ulicę 22 Lipca 7a (od 1990 roku ulica 11 Listopada).
W roku 2002 szkoła otrzymała nową nazwę – II Liceum. 23 kwietnia 2005 roku szkoła przyjęła za patrona Krzysztofa Kamila Baczyńskiego i otrzymała sztandar.